# カラベラス髑髏

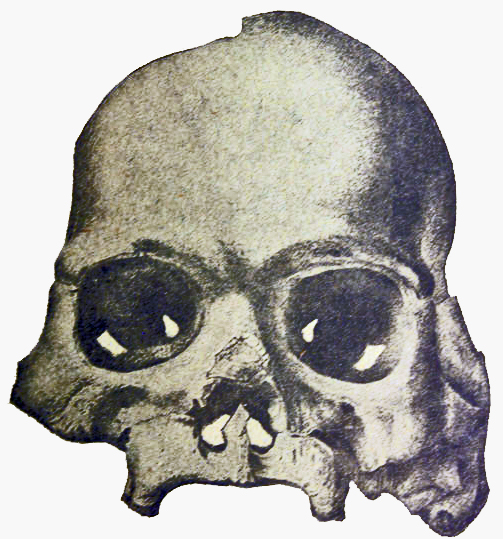
William Henry Holmesのカラベラス髑髏のうそを暴く予備試験より

カラベラス髑髏 (Calaveras Skull) はカリフォルニア州カラベラス郡の坑夫により発見されたヒトの頭蓋骨。カリフォルニアにおいてヒト、マストドン、ゾウが共存していたことを証明するものとされていたが、のちに捏造であることが明らかになった。偶然にも"calaveras"とはスペイン語で「頭蓋骨」という意味である。

## 歴史
1866年2月25日、坑夫が地表から130フィート (40 m) 下、溶岩層の下にある鉱山の中でヒトの頭蓋骨を発見したと主張した。その後、カリフォルニア州の地質学者でハーバード大学の地質学教授であるJosiah Whitneyの手に渡った。この頭蓋骨が彼の注意をひく1年前にWhitneyはヒト、マストドン、マンモスが共存していたことを信じていることを発表した。この頭蓋骨は彼の信ずるところの証拠として役に立った。慎重な研究の後に、Whitneyは1866年7月16日のカリフォルニア科学アカデミーの会議でこの発見の発表し、鮮新世での北米におけるヒトの存在証拠を宣言し、これは知られる中でヒトの最も古い記録になると思われた。
その信憑性についてはすぐに異議が出た。1869年、San Francisco Evening Bulletinは坑夫が大臣に頭蓋骨はいたずらで埋めたと話していたと伝えた。ハーバード大学のThomas Wilsonは1879年にフッ素分析を行い（ヒトの骨に対しては初めて使用された）、その結果は最近のものであることを示していた。捏造であると広く信じられていたため、Bret Harte は1899年に"To the Pliocene Skull"という風刺的な詩を書いた。
Whitneyの本物であるという考えは揺り動かなかった。ハーバード大学の後継者であるF. W. Putnamもそれが本物であると信じていた。1901年までにPutnamは真実を発見することを決意しカリフォルニアへ向かった。そこにいる間、1865年に多くのインディアンの頭蓋骨の1つが近くの埋葬地から掘り出されて坑夫が発見するために鉱山に埋められたという話を聞いた。しかしPutnamは依然として頭蓋骨を偽物と宣言することは拒否し、「頭蓋骨が実際に発見された場所を特定し考古学者を納得させることは不可能であろう」と結論づけた。神智学の支持者のような人も頭蓋骨の信憑性に対する信念は揺るがなかった。
問題がさらに複雑であるのは、発見時の説明が付いた頭蓋骨と慎重に比較するとWhitneyが所有していた頭蓋骨は元々見つかったものではないことが明らかになったことである。
スミソニアン協会の人類学者William Henry Holmesは世紀の変わり目に調査を行った。頭蓋骨近くで発見された動植物の化石は本物であると決定したが、頭蓋骨はあまりに現代的であり、「100万年もの間ヒトが変化せずにいたと思うことは、大まかに言って奇跡である」と結論した。 同様に1911年に調査を行っていたJ. M. Boutwellは発見時の参加者の1人に全てが捏造であると聞いた。シエラネバダの坑夫は明らかにWhitneyのことをあまり好きではなく（「非常に控えめな東部の人」）、彼にこのようないたずらをしたことを「喜んで」いた。 さらに地元の小売店の店主であるJohn C. Scribnerが埋めたと主張し、この話は彼の死後そのしまいにより明らかにされた。1992年に行われた放射性炭素年代測定により頭蓋骨の年齢はおよそ1000歳であり、完新世後期のものと決定した。
この異を唱える証拠にもかかわらず、この頭蓋骨は古生物学者が自身の理論に合わない証拠を無視しているという証拠として一部の創造論者により引用され続けている。しかし他の人々はカラベラス髑髏が捏造であることを認めている。